# 川口四郎
川口 四郎（かわぐち しろう、1908年（明治41年）1月1日 - 2004年（平成16年）12月15日）は、日本の海洋生物学者。理学博士。岡山大学名誉教授。

## 略歴
愛知県生まれ。1930年（昭和5年）、東京帝国大学理学部動物学科卒業後、台北帝国大学副手、同大学講師、同大学助教授、岡山大学講師を経て、岡山大学教授に在任した（1949年 - 1973年）。岡山大学付属玉野臨海実験所（現牛窓臨海実験所）所長を併任。
1957年（昭和32年）には、各大学の臨海実験所長が集まる会議に参加した後、皇居に招かれ、昭和天皇に対して座談会形式の合同進講を行った。
岡山大学を退職後、同大学名誉教授を経て、川崎学院教授に在任した（1973年 - 1978年）。国際サンゴ礁学会名誉会員。台北帝国大学在籍時は、日本委任統治下のパラオに設置された、パラオ熱帯生物研究所において、海洋生物に関する研究を進めた。
特にサンゴと褐虫藻の共生現象の解明に貢献した。また、二枚貝状の殻をもつ巻貝タマノミドリガイ（学名：Tamanovalva limax）の発見や、ウミウシにおける盗葉緑体現象の発見など、幅広い海洋生物学分野において活躍した。
没後に若手研究者を対象とした川口奨励賞（日本サンゴ礁学会）が設立された。